# Kōji Mori
Kōji Mori (森 恒二?, Mori Kōji; Tokyo, 28 novembre 1966) è un fumettista giapponese.
Nato a Tokyo, si laurea presso il dipartimento di Arte della Nihon University. Dopo un iniziale impiego come illustratore nel campo pubblicitario, debutta professionalmente nel 2000 con la serie Holyland, pubblicata sulla rivista Young Animal, alla quale seguiranno Suicide Island, nuovamente Young Animal, Destroy and Revolution, su Weekly Young Jump, e il più recente Taiga della genesi (創世のタイガ), serializzato su Evening dal marzo 2017. 
È stato il miglior amico del mangaka Kentarō Miura, che ha conosciuto nei tempi delle scuole superiori ed è stato suo compagno di studi universitari. Dopo la sua scomparsa per lui realizzerà un memorial manga one-shot dedicato alla loro amicizia e soprattutto si occuperà di gestire, insieme agli assistenti dello scomparso Miura, il ritorno dell'opera manga dell'amico, Berserk.

## Opere
- Holyland (ホーリーランド) (2000-2008), 18 tankōbon
- Suicide Island (自殺島) (2008-2016), 17 tankōbon
- Destroy and Revolution (デストロイ アンド レボリューション) (2010-2016), 9 tankōbon
- Taiga della genesi (創世のタイガ) (2017-in corso), 13 tankōbon
- Muhōtō (無法島) (2019-2022), 6 tankōbon
- Berserk (ベルセルク) - autore e supervisore dopo la scomparsa di Kentaro Miura (2022-in corso)
- D.Diver (D.ダイバー) (2023-in corso), 3 tankōbon